# 舊式襯裙

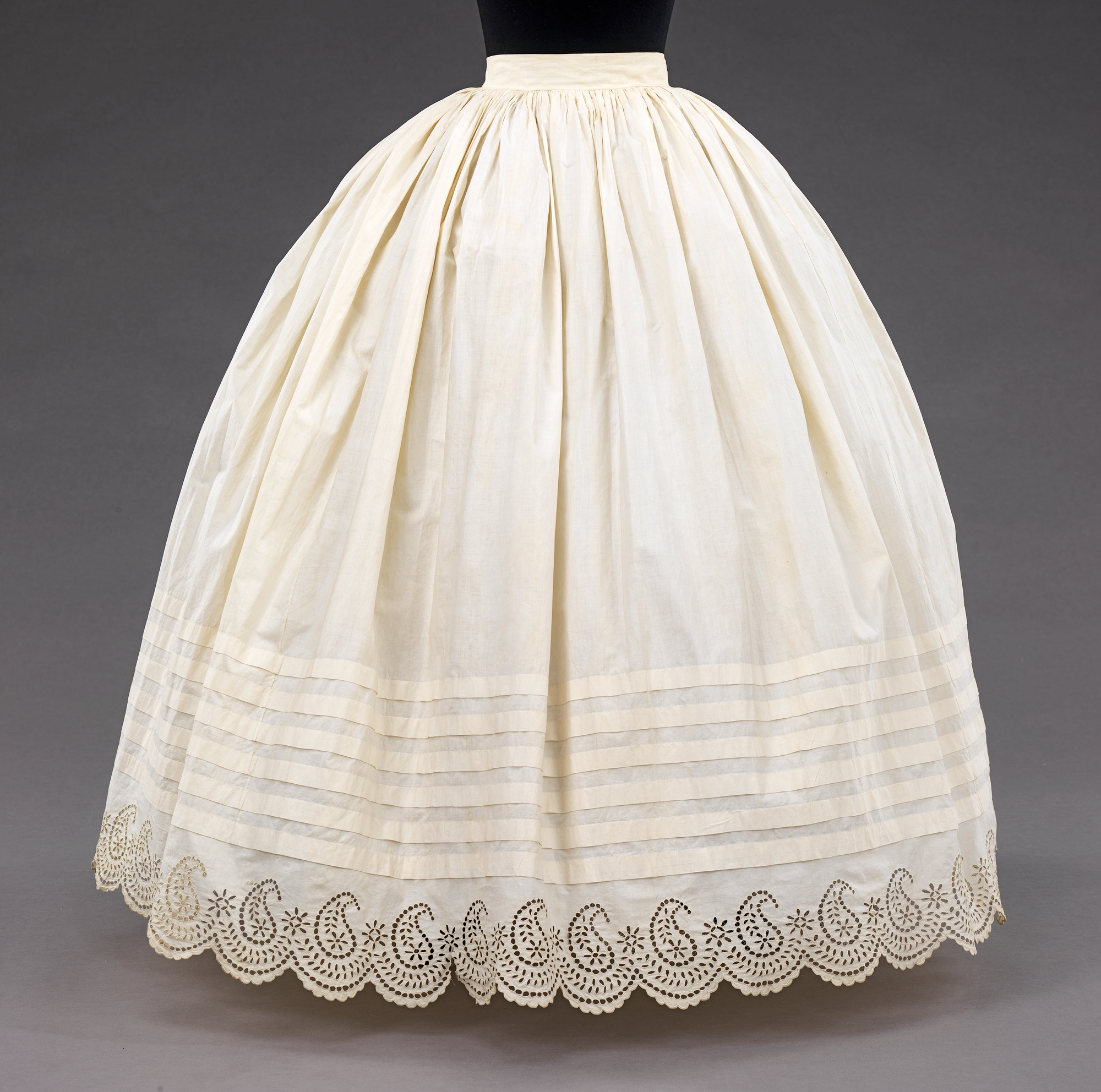
美國的襯裙，1855年-1865年

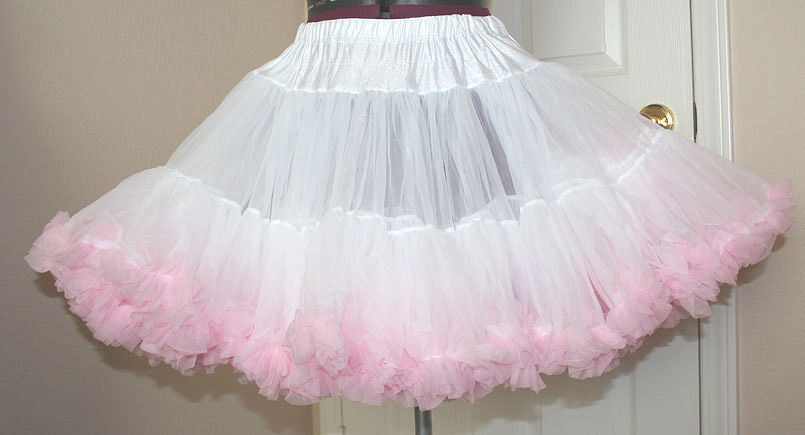
現代的襯裙

襯裙（petticoat或underskirt）是服装的一種，是穿在连衣裙或裙裡面的服飾，其款式會因為時代以及國家而不同。其主要用途可用作保暖，也可以讓裙子有迷人的外型。
依照牛津英語詞典，現代英國英語中的petticoat是「較鬆的內衣，會蓋住肩膀以下或是腰部以下的部位」。在美国英语的petticoat只指蓋住腰部以下部位的服飾，其材料可能是棉、絲或是薄紗。若沒有襯裙，1950年代時裙子可能就不會流行。

### 腳註
1. ↑  . classroom.synonym.com.   [2020-08-16]. （原始内容存档于2021-01-20） （英语）.

## 外部連結
- Quilted Petticoat, 1750-1790, in the Staten Island Historical Society Online Collections Database （页面存档备份，存于）
- Petticoat-Government in a Letter to the Court Lords (1702) （页面存档备份，存于）